# Tour de Utah de 2017
A 13.ª edição da competição ciclista Tour de Utah (oficialmente: Larry H. Miller Tour of Utah) celebrou-se entre o 31 de julho e o 6 de agosto de 2017 sobre um percurso de 1 131,2 quilómetros dividido em 7 etapas, com início no Parque Nacional de Zion e final na cidade de Park City.
A prova fez parte do UCI America Tour de 2017 dentro da categoria 2.hc (máxima categoria destes circuitos).
A corrida foi vencida pelo canadiano Rob Britton da equipa Rally Cycling, seguido por Gavin Mannion (UnitedHealthcare Pro Cycling Team) e em terceira posição Serghei Tvetcov (Jelly Belly p/b Maxxis).

## Equipas participantes
| Equipe WorldTeam- BMC Racing Team Equipes profissionais Continentais (6)- Bardiani CSF - Caja Rural-Seguros RGA - Israel Cycling Academy - Nippo-Vini Fantini - Novo Nordisk - UnitedHealthcare Equipes Continentais (8)- Amore & Vita-Selle SMP-Fondriest - Axeon-Hagens Berman - Cylance - Elevate-KHS - Holowesko Citadel - Jelly Belly-Maxxis - Rally Cycling - Silber Unknown team category- Hangar 15 Bicycles |
| |

## Classificações finais
- As classificações finalizaram da seguinte forma:

### Classificação geral
| \| Classificação geral \| Classificação geral \| Classificação geral \| Classificação geral \| Classificação geral \| \| Ciclista \| Ciclista \| Equipe \| Tempo \| \| \| ------------------- \| ------------------- \| ----------------------- \| ------------------- \| ------------------- \| \| 1. \| Rob Britton \| Rally Cycling \| 22h48m03s \| \| \| 2. \| Gavin Mannion \| UnitedHealthcare \| + 22s \| \| \| 3. \| Serghei Tvetcov \| Jelly Belly-Maxxis \| + 32s \| \| \| 4. \| Neilson Powless \| Axeon-Hagens Berman \| + 35s \| \| \| 5. \| Brent Bookwalter \| BMC Racing Team \| + 2m00s \| \| \| 6. \| Giulio Ciccone \| Bardiani CSF \| + 2m16s \| \| \| 7. \| Jonathan Clarke \| UnitedHealthcare \| + 2m41s \| \| \| 8. \| Chris Butler \| Caja Rural-Seguros RGA \| + 2m47s \| \| \| 9. \| Sepp Kuss \| Rally Cycling \| + 2m55s \| \| \| 10. \| James Piccoli \| Elevate-KHS Pro Cycling \| + 3m00s \| \| |                  |                         |           |
| |                  |                         |           |
| Fonte: Cycling Quotient |                  |                         |           |
| Classificação geral |                  |                         |           |
| Ciclista | Ciclista         | Equipe                  | Tempo     |
| 1. | Rob Britton      | Rally Cycling           | 22h48m03s |
| 2. | Gavin Mannion    | UnitedHealthcare        | + 22s     |
| 3. | Serghei Tvetcov  | Jelly Belly-Maxxis      | + 32s     |
| 4. | Neilson Powless  | Axeon-Hagens Berman     | + 35s     |
| 5. | Brent Bookwalter | BMC Racing Team         | + 2m00s   |
| 6. | Giulio Ciccone   | Bardiani CSF            | + 2m16s   |
| 7. | Jonathan Clarke  | UnitedHealthcare        | + 2m41s   |
| 8. | Chris Butler     | Caja Rural-Seguros RGA  | + 2m47s   |
| 9. | Sepp Kuss        | Rally Cycling           | + 2m55s   |
| 10. | James Piccoli    | Elevate-KHS Pro Cycling | + 3m00s   |

### Classificação por pontos
| Classificação por pontos | Classificação por pontos | Classificação por pontos      | Classificação por pontos | Classificação por pontos |
| Ciclista                 | Ciclista                 | Equipe                        | Pontos                   |                          |
| ------------------------ | ------------------------ | ----------------------------- | ------------------------ | ------------------------ |
| 1.                       | Travis McCabe            | UnitedHealthcare              | 42 pts                   |                          |
| 2.                       | Marco Canola             | Nippo-Vini Fantini            | 39 pts                   |                          |
| 3.                       | Mihkel Räim              | Israel Cycling Academy        | 22 pts                   |                          |
| 4.                       | John Murphy              | Holowesko Citadel Racing Team | 20 pts                   |                          |
| 5.                       | Brent Bookwalter         | BMC Racing Team               | 18 pts                   |                          |
| 6.                       | Joshua Berry             | Jelly Belly-Maxxis            | 11 pts                   |                          |
| 7.                       | Guillaume Boivin         | Israel Cycling Academy        | 11 pts                   |                          |
| 8.                       | Gavin Mannion            | UnitedHealthcare              | 10 pts                   |                          |
| 9.                       | Logan Owen               | Axeon-Hagens Berman           | 10 pts                   |                          |
| 10.                      | Rob Britton              | Rally Cycling                 | 9 pts                    |                          |

### Classificação da montanha
| Classificação da montanha | Classificação da montanha | Classificação da montanha     | Classificação da montanha | Classificação da montanha |
| Ciclista                  | Ciclista                  | Equipe                        | Pontos                    |                           |
| ------------------------- | ------------------------- | ----------------------------- | ------------------------- | ------------------------- |
| 1.                        | Jacob Rathe               | Jelly Belly-Maxxis            | 25 pts                    |                           |
| 2.                        | Giulio Ciccone            | Bardiani CSF                  | 24 pts                    |                           |
| 3.                        | Rubén Companioni          | Holowesko Citadel Racing Team | 15 pts                    |                           |
| 4.                        | Miguel Ángel Benito       | Caja Rural-Seguros RGA        | 15 pts                    |                           |
| 5.                        | Rob Britton               | Rally Cycling                 | 15 pts                    |                           |
| 6.                        | Sepp Kuss                 | Rally Cycling                 | 15 pts                    |                           |
| 7.                        | Joey Rosskopf             | BMC Racing Team               | 14 pts                    |                           |
| 8.                        | Brent Bookwalter          | BMC Racing Team               | 13 pts                    |                           |
| 9.                        | Antonio Molina            | Caja Rural-Seguros RGA        | 13 pts                    |                           |
| 10.                       | Serghei Tvetcov           | Jelly Belly-Maxxis            | 12 pts                    |                           |

### Classificação do melhor jovem
| Classificação dos jovens | Classificação dos jovens | Classificação dos jovens | Classificação dos jovens | Classificação dos jovens |
| Ciclista                 | Ciclista                 | Equipe                   | Tempo                    |                          |
| ------------------------ | ------------------------ | ------------------------ | ------------------------ | ------------------------ |
| 1.                       | Neilson Powless          | Axeon-Hagens Berman      | 22h48m38s                |                          |
| 2.                       | Jhonatan Narváez         | Axeon-Hagens Berman      | + 5m25s                  |                          |
| 3.                       | Keegan Swirbul           | Jelly Belly-Maxxis       | + 22m05s                 |                          |
| 4.                       | Alex Hoehn               | Elevate-KHS Pro Cycling  | + 29m03s                 |                          |
| 5.                       | Alex Aranburu            | Caja Rural-Seguros RGA   | + 31m36s                 |                          |
| 6.                       | Patrick Müller           | BMC Development          | + 34m59s                 |                          |
| 7.                       | Lorenzo Rota             | Bardiani CSF             | + 37m54s                 |                          |
| 8.                       | Logan Owen               | Axeon-Hagens Berman      | + 41m38s                 |                          |
| 9.                       | Simone Velasco           | Bardiani CSF             | + 42m38s                 |                          |
| 10.                      | Rui Oliveira             | Axeon-Hagens Berman      | + 45m05s                 |                          |

### Classificação por equipas
| Classificação por equipes | Classificação por equipes             | Classificação por equipes | Classificação por equipes |
| Equipe                    | Equipe                                | Tempo                     |                           |
| ------------------------- | ------------------------------------- | ------------------------- | ------------------------- |
| 1.                        | BMC Racing Team                       | 68h30m57s                 |                           |
| 2.                        | UnitedHealthcare                      | + 1m39s                   |                           |
| 3.                        | Caja Rural-Seguros RGA                | + 6m30s                   |                           |
| 4.                        | Trek-Segafredo                        | + 14m35s                  |                           |
| 5.                        | UnitedHealthcare                      | + 21m50s                  |                           |
| 6.                        | Lupus Racing                          | + 27m12s                  |                           |
| 7.                        | Fortuneo-Vital Concept                | + 29m27s                  |                           |
| 8.                        | Holowesko-Citadel-Hincapie Sportswear | + 38m55s                  |                           |
| 9.                        | Jelly Belly-Maxxis                    | + 41m53s                  |                           |
| 10.                       | Rally Cycling                         | + 49m46s                  |                           |